# Incidente probatorio
L'incidente probatorio è un istituto del diritto processuale penale italiano previsto e disciplinato dall'art. 392 del codice di procedura penale italiano. Consiste in un'udienza che si svolge in camera di consiglio (senza la presenza del pubblico), che ha la funzione di anticipare l'acquisizione e la formazione di una prova durante le indagini preliminari, purché pertinente e rilevante ai sensi dell'art. 190 c.p.p. Lo scopo è dunque quello di assumere una prova in una fase pregressa rispetto a quanto accade normalmente, non essendo possibile attendere sino al dibattimento. Le prove vengono assunte con le stesse modalità previste per il dibattimento; ad esempio, quelle di tipo dichiarativo sono assunte tramite un esame incrociato. Gli organi competenti sono il GIP, il GUP e il giudice  incaricato nel dibattimento.

## Descrizione generale
Normalmente, il diritto processuale italiano prevede che tutti gli elementi raccolti durante la fase delle indagini preliminari nella fase istruttoria supervisionata dal GIP non possano essere utilizzati in seguito nei dibattimenti in aula. Invece con l’incidente probatorio il pubblico ministero (anche su sollecitazione della persona offesa) e la difesa dell'indagato possono chiedere l'assunzione anticipata dei mezzi di prova nelle fasi precedenti il dibattimento. Si tratta di una sessione di indagine a cui partecipano, oltre al magistrato, i rappresentanti legali e i consulenti di più parti, e che, a differenza dei normali atti di indagine, ha valore di prova utilizzabile direttamente in un eventuale processo come se fosse una udienza processuale, ed è pertanto per sua natura, una prova "cristallizzata" e non ripetibile.  
In parole più semplici, con l'incidente probatorio si richiede di acquisire una prova ("formare" una prova) già durante la fase delle indagini preliminari (o nell'udienza preliminare) prima che queste siano concluse e che si apra la fase dibattimentale; prova che successivamente, ed eventualmente, verrà portata dinnanzi al giudice o al GUP. 
Questa procedura viene scelta quando vi sono potenziali limitazioni di tempo legate alla formazione della prova e pertanto non la si vuole rimandare a un futuro dibattimento, in quanto si vuole evitare il rischio che, con il trascorrere del tempo, la fonte di prova si comprometta o venga meno la genuinità della prova stessa. Tale procedura avviene più raramente dei normali atti di indagine, o comunque in modo straordinario, e per tale motivo viene definita "incidente".

## Requisiti e ammissibilità
I casi in cui può aver luogo l'incidente probatorio sono indicati dal codice relativamente ai mezzi di prova che possono essere assunti in tale sede. Alcuni di questi possono essere assunti solo in presenza dei «casi tassativi di non rinviabilità al dibattimento» previsti dall'art. 392 c.p.p.:
1. la testimonianza e il confronto, se il dichiarante non potrà deporre in dibattimento a causa di un «grave impedimento» o di «una minaccia in atto» affinché non deponga o deponga il falso[2];
2. l'esperimento giudiziale e la perizia "breve" aventi ad oggetto persone, cose o luoghi il cui stato è soggetto a «modificazione non evitabile»;
3. la perizia di lunga durata, che se disposta durante il dibattimento determinerebbe una sospensione superiore a sessanta giorni;
4. la ricognizione ove particolari ragioni d'urgenza non consentano di rinviare l'atto al dibattimento.

Inoltre, vi sono mezzi di prova che possono essere assunti su mera richiesta di parte:
1. l'esame dell'indagato che debba deporre su fatti concernenti la responsabilità altrui;
2. l'esame dell'imputato (o indagato) connesso o collegato;
3. su richiesta del difensore, la testimonianza o l'esame delle persone che si sono avvalse della facoltà di non rispondere all'intervista difensiva;
4. la testimonianza di un minore di sedici anni in procedimenti per delitti di violenza sessuale, tratta di persone o assimilati. Lo scopo è quello di permettere il controllo della credibilità della deposizione prima che la memoria del dichiarante subisca deformazioni, poiché a causa della minore età queste possono verificarsi più facilmente.

## Procedimento
Per diversi motivi, il pubblico ministero (ma anche l'avvocato che rappresenta una parte), nell'esercizio del diritto di difesa può chiedere al GIP di poter stabilire che una particolare prova raccolta nella fase preliminare (anche un interrogatorio) possa essere oggetto di analisi per poterla presentare con carattere probatorio nel dibattimento in aula. Di qui il nome di incidente (qualunque evento che interrompa il regolare svolgimento del procedimento) probatorio (perché avente valore di prova).
Anche se è prescritto durante la fase delle indagini preliminari, non è escluso il suo ricorso nell'udienza preliminare – in questo caso competente è il GUP che procede. Nella fase predibattimentale, anche se si ha un procedimento simile ex art. 467 c.p.p. tecnicamente non si tratta di incidente probatorio, e il giudice competente è il giudice del dibattimento.